# Agen (Färnebo socken, Värmland, 662845-140150)
Agen är en sjö i Filipstads kommun i Värmland och ingår i Göta älvs huvudavrinningsområde.